# Amber De Tant
Amber De Tant (Aalst, 22 maart 1998) is een Belgisch volleybalster.

## Levensloop
De Tant liep school aan de Topsportschool van Vilvoorde. In 2015 sloot ze aan bij Asterix Kieldrecht en diens opvolger Asterix Avo Beveren. Met Asterix werd De Tant driemaal landskampioen en bekerwinnaar (2016, 2017 en 2018), ook won ze met deze club tweemaal de Supercup (2016 & 2017.) In 2018 maakte De Tant de overstap naar Hermes Oostende, waarmee ze tweemaal de Beker van België won (2019 en 2020). Vervolgens kwam ze uit voor VC Oudegem en in 2021 sloot ze aan bij het Duitse Nawaro Straubing.
Daarnaast is De Tant actief bij het Belgisch volleybalteam. Met de Yellow Tigers nam ze onder meer deel aan het Europees kampioenschap van 2017.
Ook is ze actief in het beachvolleybal. Ze vormde een team met Stephanie Van Bree en Marthe Ceustermans.